# Stagione di college football 1906
La Stagione di college football 1906 fu la trentottesima stagione di college football negli Stati Uniti.
La stagione riporta l'esordio di 37 scuole statunitensi, tra cui anche Florida.

## Regolamento
L'American Intercollegiate Football Rules Committee si riunì al Murray Hill Hotel di New York il 12 gennaio 1906, per decidere misure atte a “spegnere brutalità e tutte le forme di violenza immotivata”. La riunione portò a diverse modifiche del regolamento tra cui l'accettazione del forward pass, fortemente caldeggiato da diverse autorità del football come l'allenatore di Georgia Tech John Heisman che aveva visto tale giocata in un Georgia-North Carolina del 1895, John C. Bell, Sr., ed il Dottor J. William White che ne chiedevano l'adozione già dal 1903 e che furono poi accreditati come coloro che stilarono le norme al riguardo. Tra le altre regole entrate in vigore in quella stagione vanno ricordate:
1. Lunghezza delle gare ridotta da 70 minuti a due tempi da 30.
2. Le due squadre dovevano essere divise da una zona neutrale della lunghezza della palla sulla linea di scrimmage.
3. Le squadre dovevano guadagnare almeno 10 yard ogni tre tentativi per ottenere un first down.
4. L'ostruzione fu penalizzata.
5. Gli Offensive linemen dovevano arretrare cinque yard se non erano eletti ai movimenti in profondità.
6. Il campo doveva essere marcato ogni cinque yard da linee di gesso parallele al fondo campo.
7. Quattro ulteriori arbitri furono aggiunti per ogni gara.

Queste regole erano ancora lontane da quelle attualmente in vigore, se si pensa che si innestavano su un regolamento a sua volta diverso da quello utilizzato ai giorni nostri e che prevedeva all'epoca:
- Campo di 110 yard
- Kickoff effettuato da centrocampo
- Tre down per guadagnare dieci yard
- Il touchdown assegnava 5 punti
- Il field goalassegnava 4 punti
- Passaggio in avanti legale, ma soggetto a penalizzazioni

Nonostante la sua legalizzazione, il passaggio rimaneva una giocata rischiosa: in caso di incompleto la squadra lanciante veniva penalizzata di 15 yard dal punto in cui il passaggio era stato tentato; se un difensore commetteva una penalità sul giocatore ricevente ed il passaggio risultava incompleto, semplicemente non si applicava la penalità di 15 yard. A questo va aggiunto che il passaggio non poteva essere ricevuto oltre le 20 yard oltre la linea di scrimmage e comunque non oltre la linea di meta (in un'epoca in cui non era ancora stata inventata la endzone). Il passing game adottato all'ovest (canonizzato dalla St. Louis University) era simile a quello attuale con il quarterback che lanciava ad un ricevitore in campo aperto, mentre lo stile dell'est mirava a costruire una giocata più sicura, con lanci molto alti e lenti, che il ricevitore catturava, attorniato da uno scudo di compagni.
Non tutti furono positivamente impressionati da questo nuovo college football, particolarmente in California. "Non credo che l'attuale esperimento di college football possa sopravvivere" disse il presidente della University of California, Benjamin Ide Wheeler, aggiungendo "A mio parere, l'intero paese entro cinque giocherà a Rugby."

## Eventi principali
Questa stagione fu inoltre la prima che si giocò sotto l'egida della IAAUS (attuale NCAA). Il 5 settembre segnò l'inizio di una nuova era con il primo forward pass legale di una gara di college football. Nella vittoria 22-0 sul Carroll College a Waukesha, Wisconsin di mercoledì pomeriggio, la St. Louis University guidata in sideline da Eddie Cochems, lanciò incompleto al primo tentativo ma al secondo il quarterback Bradbury Robinson trovò Jack Schneider, che dopo la ricezione corse fino al touchdown . La St. Louis chiuse la stagione con un lusinghiero 11-0-0, surclassando i propri avversari con un totale di 407-31, inclusa Marquette (30-0), Kansas (34-2), Drake (32-9) e Iowa (39-0).
Nella Western Conference, i campioni in carica di Chicago persero 4-2 contro Minnesota, questi ultimi assieme a Wisconsin (imbattuti nell'intera stagione 5-0-0) e Michigan condivisero, imbattute, il titolo di conference
I Princeton Tigers e gli Yale Bulldogs giunsero imbattute al loro scontro diretto il 17 novembre, ma questo si risolse in un pareggio 0-0. La Helms Athletic Foundation dichiarò retroattivamente Princeton campione nazionale per il 1906, giudizio condiviso dalla National Championship Foundation. Altri selettori (Billingsley, Parke Davis) assegnarono a Yale la palma della miglior squadra dell'anno.

## Conference e vincitori
| Conference                                    | Scuola                   | Conf. V-S-P | Totale V-S-P |
| --------------------------------------------- | ------------------------ | ----------- | ------------ |
| Colorado Football Association                 | Colorado School of Mines | 2 - 0 - 2   | 3 - 0 - 2    |
| Maine Intercollegiate Athletic Association    | Bates                    | 2 - 0 - 1   | 4 - 2 - 2    |
| Michigan Intercollegiate Athletic Association | Olivet                   | 4 - 0 - 1   | 5 - 1 - 1    |
| Southern Intercollegiate Athletic Association | Vanderbilt               | 4 - 0       | 8 - 1        |
| Western Conference                            | Minnesota                | 2 - 0       | 4 - 1        |
| Western Conference                            | Wisconsin                | 3 - 0       | 5 - 0        |
| Western Conference                            | Michigan                 | 1 - 0       | 4 - 1        |
| Ohio Athletic Conference                      | Ohio State               | 3 - 0       | 9 - 1 - 1    |

## Campioni nazionali
| 1906 | Princeton | 9–0–1 | William Roper   | HAF, NCF   |
| 1906 | Yale      | 9–0–1 | Foster Rockwell | BR, CW, PD |

## College esordienti
- Florida Gators football